# Москворіцьке
Москворі́цьке (каз. Москворецк) — село у складі Тимірязєвського району Північноказахстанської області Казахстану. Адміністративний центр та єдиний населений пункт Москворіцького сільського округу.
Населення — 517 осіб (2021; 682 у 2009, 980 у 1999, 1107 у 1989).
Національний склад станом на 1989 рік:
- росіяни — 66 %.